# Lafayette (Wirginia)
Lafayette – jednostka osadnicza w Stanach Zjednoczonych, w stanie Wirginia, w hrabstwie Montgomery.